# Zwerchenberg (Geierköpfe)
Der Zwerchenberg ist ein 1625 m ü. A. hoher Berg in den Ammergauer Alpen in Tirol. Es bildet eine Hochfläche zwischen den Geierköpfen und dem Schönjöchl. Am Sattel zu den Geierköpfen befindet sich die unbewirtschaftete Zwerchenbergalpe. Der Taleinschnitt westlich vom Sattel beherbergt das unzugängliche Teufelstal.

## Galerie

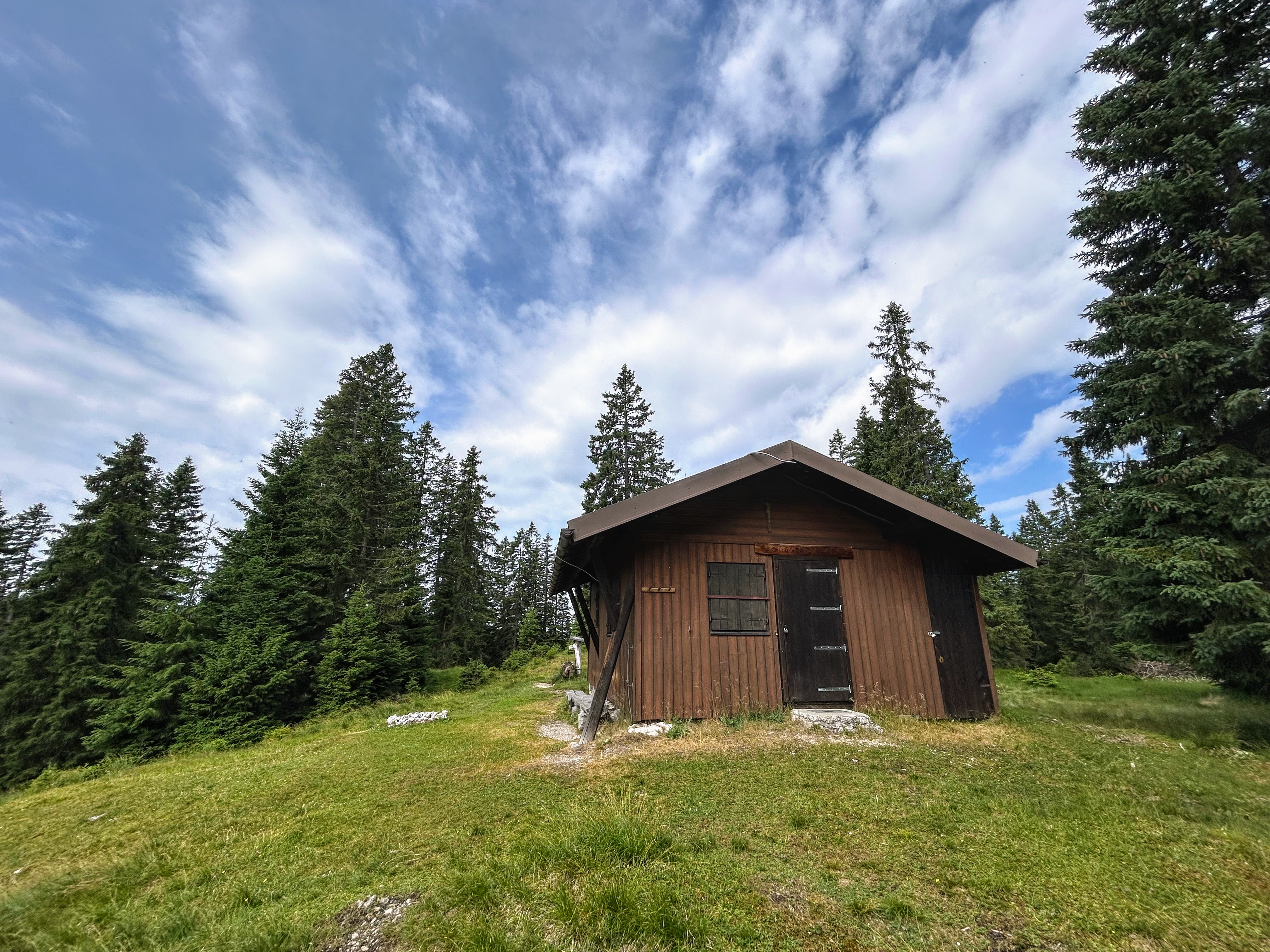
Zwerchenbergalpe